# KylieX2008
KylieX2008 er den tiende koncertturne af den australske sangerinde Kylie Minogue, i forbindelse med hendes tiende studiealbum X (2007). Oprindelig annonceret som kun en europæisk turne, blev den udvidet til Australien, Asien og Amerika. Ved afslutningen af den europæiske etapen meddelt, at Minogue tour ville fortsætte i Sydamerika, Asien og Oceanien. Turneen indtjente skønsmæssigt 70 millioner dollars i billetsalget i 2008.

## Sporliste
Akt 1: Xlectro Static
- "Speakerphone"
- "Can't Get You Out of My Head" (indeholder elementer af "Blue Monday" med uddrag fra "Boombox")
- "Ruffle My Feathers"
- "In Your Eyes"

Akt 2: Cheer Squad
- "Heart Beat Rock"
- "Wow"
- "Shocked" (DNA Mix)

Akt 3: Beach Party
- "Loveboat" (indeholder elementer af "The Love Boat Theme Song")
- "Copacabana"
- "Spinning Around" (indeholder elementer af "Got to be Real")

Akt 4: Xposed
- "Like a Drug"
- "Slow"
- "2 Hearts"

Akt 5: Naughty Manga Girl
- "Sometime Samurai" (indeholder uddrag fra "German Bold Italic") (Video Interlude)
- "Come into My World" (Fischerspooner Mix) (indeholder elementer af "Finer Feelings" og "Dreams")
- "Nu-di-ty"
- "Sensitized"

Akt 6: Starry Nights
- "Flower" (uudgivet sang fra X)
- "I Believe in You" (Ballade)

Akt 7: Black Versus White
- "On a Night Like This"
- "Your Disco Needs You"
- "Kids"
- "Step Back in Time"
- "In My Arms"

Ekstranummer
- "No More Rain"
- "The One" (Freemasons Vocal Club Edit)
- "Love at First Sight" (Ruff and Jam U.S. Remix)
- "I Should Be So Lucky"

## Turnedatoer
| Dato              | By                  | Land                       | Sted                                          |
| ----------------- | ------------------- | -------------------------- | --------------------------------------------- |
| Europa            |                     |                            |                                               |
| 6. maj 2008       | Paris               | Frankrig                   | Palais Omnisports de Paris-Bercy              |
| 7. maj 2008       | Antwerpen           | Belgien                    | Sportpaleis Merksem                           |
| 9. maj 2008       | Stuttgart           | Tyskland                   | Schleyerhalle                                 |
| 10. maj 2008      | Frankfurt am Main   | Tyskland                   | Festhalle Frankfurt                           |
| 12. maj 2008      | Praha               | Tjekkiet                   | O2 Arena                                      |
| 14. maj 2008      | Wien                | Østrig                     | Wiener Stadthalle                             |
| 15. maj 2008      | Budapest            | Ungarn                     | Budapest Sports Arena                         |
| 17. maj 2008      | Bukarest            | Rumænien                   | Cotroceni Stadium                             |
| 18. maj 2008      | Sofia               | Bulgarien                  | Lokomotiv Stadium                             |
| 20. maj 2008      | Istanbul            | Tyrkiet                    | Turkcell Kuruçeşme Arena                      |
| 22. maj 2008      | Athen               | Grækenland                 | Terra Vibe Park                               |
| 25. maj 2008      | Zürich              | Schweiz                    | Hallenstadion                                 |
| 27. maj 2008      | Köln                | Tyskland                   | Lanxess Arena                                 |
| 29. maj 2008      | München             | Tyskland                   | Olympiahalle                                  |
| 30. maj 2008      | Genève              | Schweiz                    | SEG Geneva Arena                              |
| 1. juni 2008      | Lyon                | Frankrig                   | Halle Tony Garnier                            |
| 3. juni 2008      | Madrid              | Spanien                    | Palacio de Deportes de la Comunidad de Madrid |
| 5. juni 2008      | Esch-sur-Alzette    | Luxembourg                 | Rockhal                                       |
| 7. juni 2008      | Hamburg             | Tyskland                   | Color Line Arena                              |
| 8. juni 2008      | København           | Danmark                    | Forum København                               |
| 10. juni 2008     | Oslo                | Norge                      | Oslo Spektrum                                 |
| 11. juni 2008     | Stockholm           | Sverige                    | Stockholm Globe Arena                         |
| 13. juni 2008     | Helsingfors         | Finland                    | Hartwall Arena                                |
| 16. juni 2008     | Moskva              | Rusland                    | Olimpisky                                     |
| 18. juni 2008     | St. Petersburg      | Rusland                    | New Arena                                     |
| 20. juni 2008     | Riga                | Letland                    | Arena Riga                                    |
| 22. juni 2008     | Berlin              | Tyskland                   | Velodrom                                      |
| 23. juni 2008     | Rotterdam           | Holland                    | Ahoy Rotterdam                                |
| 26. juni 2008     | Belfast             | Nord-Irland                | Odyssey Arena                                 |
| 27. juni 2008     | Belfast             | Nord-Irland                | Odyssey Arena                                 |
| 29. juni 2008     | Belfast             | Nord-Irland                | Odyssey Arena                                 |
| 30. juni 2008     | Belfast             | Nord-Irland                | Odyssey Arena                                 |
| 5. juli 2008      | Glasgow             | Skotland                   | Scottish Exhibition and Conference Centre     |
| 6. juli 2008      | Glasgow             | Skotland                   | Scottish Exhibition and Conference Centre     |
| 8. juli 2008      | Glasgow             | Skotland                   | Scottish Exhibition and Conference Centre     |
| 9. juli 2008      | Glasgow             | Skotland                   | Scottish Exhibition and Conference Centre     |
| 11. juli 2008     | Manchester          | England                    | Manchester Evening News Arena                 |
| 12. juli 2008     | Manchester          | England                    | Manchester Evening News Arena                 |
| 14. juli 2008     | Manchester          | England                    | Manchester Evening News Arena                 |
| 15. juli 2008     | Manchester          | England                    | Manchester Evening News Arena                 |
| 17. juli 2008     | Manchester          | England                    | Manchester Evening News Arena                 |
| 18. juli 2008     | Manchester          | England                    | Manchester Evening News Arena                 |
| 20. juli 2008     | Newcastle upon Tyne | England                    | Metro Radio Arena                             |
| 21. juli 2008     | Newcastle upon Tyne | England                    | Metro Radio Arena                             |
| 23. juli 2008     | Newcastle upon Tyne | England                    | Metro Radio Arena                             |
| 24. juli 2008     | Newcastle upon Tyne | England                    | Metro Radio Arena                             |
| 26. juli 2008     | London              | England                    | The O2 Arena                                  |
| 27. juli 2008     | London              | England                    | The O2 Arena                                  |
| 29. juli 2008     | London              | England                    | The O2 Arena                                  |
| 30. juli 2008     | London              | England                    | The O2 Arena                                  |
| 1. august 2008    | London              | England                    | The O2 Arena                                  |
| 2. august 2008    | London              | England                    | The O2 Arena                                  |
| 4. august 2008    | London              | England                    | The O2 Arena                                  |
| Sydamerika        |                     |                            |                                               |
| 1. november 2008  | Bogotá              | Colombia                   | Parque Jaime Duque                            |
| 4. november 2008  | Caracas             | Venezuela                  | Poliedro de Caracas                           |
| 6. november 2008  | Lima                | Peru                       | Explanada Del Monumental                      |
| 8. november 2008  | São Paulo           | Brasilien                  | Credicard Hall                                |
| 13. november 2008 | Santiago            | Chile                      | Estadio Nacional de Chile                     |
| 15. november 2008 | Buenos Aires        | Argentina                  | Gimnasia y Esgrima de Buenos Aires            |
| Asien             |                     |                            |                                               |
| 21. november 2008 | Dubai               | Forenede Arabiske Emirater | Dubai Festival City                           |
| 23. november 2008 | Bangkok             | Thailand                   | Muang Thong Thani                             |
| 25. november 2008 | Kallang             | Singapore                  | Singapore Indoor Stadium                      |
| 27. november 2008 | Chek Lap Kok        | Hongkong                   | AsiaWorld-Arena                               |
| 29. november 2008 | Shanghai            | Kina                       | Hongkou Stadium                               |
| 1. december 2008  | Beijing             | Kina                       | Workers Indoor Arena                          |
| 4. december 2008  | Taipei              | Taiwan                     | Taipei Soccer Stadium                         |
| Oceanien          |                     |                            |                                               |
| 8. december 2008  | Auckland            | New Zealand                | Vector Arena                                  |
| 9. december 2008  | Auckland            | New Zealand                | Vector Arena                                  |
| 14. december 2008 | Sydney              | Australien                 | Acer Arena                                    |
| 16. december 2008 | Sydney              | Australien                 | Acer Arena                                    |
| 17. december 2008 | Sydney              | Australien                 | Acer Arena                                    |
| 19. december 2008 | Melbourne           | Australien                 | Rod Laver Arena                               |
| 20. december 2008 | Melbourne           | Australien                 | Rod Laver Arena                               |
| 22. december 2008 | Melbourne           | Australien                 | Rod Laver Arena                               |
| Europa            |                     |                            |                                               |
| 2. maj 2009       | Ischgl              | Østrig                     | Silvrettaseilbahn AG                          |
| Afrika            |                     |                            |                                               |
| 15. maj 2009      | Rabat               | Marokko                    | OLM Souissi                                   |
| Europa            |                     |                            |                                               |
| 4. juni 2009      | Gdańsk              | Polen                      | Gdańsk Shipyard                               |
| 2. juli 2009      | Madrid              | Spanien                    | Plaza de Toros de Las Ventas                  |
| 4. juli 2009      | Lisboa              | Portugal                   | Pavilhão Atlântico                            |
| 6. august 2009    | Skanderborg         | Danmark                    | Smukkeste Festival Grounds                    |